# Динамо-2 (Москва)
«Динамо-2» — колишній професіональний російський футбольний клуб з Москви. Заснований 1986 року, розформований — 1998 року. Був другим клубом команди «Динамо». Найкраще досягнення в першості Росії — 13 місце в 4 зоні другої ліги в 1993 році.
Команду «Динамо-2» не слід плутати з дублюючим складом (фарм-клубом) московського «Динамо» — команди «Динамо-д», яке в 1992—1997 роках грало в одній зоні другої та третьої ліги з «Динамо-2», надалі команда продовжувала виступати у другому дивізіоні в 1998—2000 роках під назвою «Динамо-2», аж до появи турніру дублерів.